# Abrogazione
L'abrogazione è l'istituto mediante il quale il legislatore determina la cessazione ex nunc (non retroattiva) dell'efficacia di una norma giuridica.
Si distingue dalla deroga (posta in essere da una norma speciale o eccezionale) in quanto una norma "derogata" resta in vigore per la generalità dei casi, mentre una norma abrogata cessa di produrre effetti giuridici.
Si distingue per cui dall'annullamento, che priva retroattivamente di efficacia una norma.

## L'abrogazione nel sistema giuridico italiano

### L'abrogazione delle leggi
Nell'ordinamento italiano, la norma fondamentale in tema di abrogazione è posta dall'art. 15 delle disposizioni sulla legge in generale
Tale norma regola il fenomeno della successione delle leggi nel tempo, prevedendo che la nuova legge abroghi quella precedente qualora:
1. vi sia un'espressa previsione in tal senso da parte del legislatore (abrogazione espressa)
2. vi sia incompatibilità tra le nuove norme e quelle precedenti (abrogazione tacita)
3. la nuova legge ridisciplini l'intera materia prima regolata dalla legge previgente (abrogazione implicita).

La norma costituisce esplicazione del principio lex posterior derogat priori, cioè del criterio cronologico utilizzato per la risoluzione delle antinomie normative (i.e. dei contrasti tra norme di legge).
Con l'entrata in vigore delle Costituzione repubblicana è stato conferito al corpo elettorale il potere di abrogare una norma: il referendum popolare (art. 75 Cost.). Tale strumento non è tuttavia utilizzabile per abrogare leggi in materia tributaria, di bilancio, di amnistia e di indulto, e per le leggi di autorizzazione a ratificare trattati internazionali, ulteriori limiti sono posti in via interpretativa dalla Corte Costituzionale. L'abrogazione mediante referendum lascia inalterata la possibilità per il legislatore di reintrodurre la norma abrogata, anche se si è affermata una giurisprudenza costituzionale secondo la quale il legislatore non può produrre norme in contrasto con il risultato del referendum per un periodo di tempo equivalente alla durata di una legislatura (5 anni) a partire dal referendum stesso.
Non costituisce abrogazione, bensì annullamento, la sentenza pronunciata dalla Corte Costituzionale che dichiari l'illegittimità costituzionale di una disposizione, secondo il disposto dell'art. 136 della Costituzione.
Nei primi anni dalla costituzione della Comunità Economica Europea, la Corte Costituzionale riteneva le norme comunitarie gerarchicamente pari a quelle nazionali, riteneva dunque che il contrasto fra le due dovesse risolversi mediante applicazione del criterio cronologico e l'abrogazione della legge anteriore. Oggi l'eventuale contrasto di una norma interna con il diritto comunitario non comporta abrogazione: il giudice può disapplicare la norma nazionale utilizzando il criterio della competenza (se ritiene l'UE incompetente in materia può adire la Corte di Giustizia delle Comunità europee) se la norma comunitaria è self-executing (ha efficacia diretta). Se la norma non ha efficacia diretta il giudice deve adire la Corte Costituzionale chiedendo l'abrogazione della norma nazionale che indirettamente viola la Costituzione (art. 11 Cost., mediante il quale si giustifica l'introduzione del diritto comunitario nell'ordinamento italiano).

### L'abrogazione delle norme secondarie
Sebbene la lettera dell'art. 15 disp. prel. cod. civ. si riferisca solo alle "leggi", anche le norme poste dai regolamenti (fonti secondarie) possono essere abrogate espressamente, tacitamente o implicitamente da un successivo regolamento. Una legge può abrogare un regolamento ma, se l'abrogazione non è espressa, l'interprete potrebbe ritenere prevalente il criterio gerarchico su quello cronologico e considerare necessario l'annullamento della norma, per cui richiedere l'intervento del giudice amministrativo.
I regolamenti e le altre norme secondarie non possono invece essere abrogati mediante referendum (né annullate con sentenza della Corte Costituzionale), esclusivamente applicabile alle fonti primarie, art. 75 Cost. È indetto referendum popolare per deliberare l'abrogazione, totale o parziale, di una legge o di un atto avente valore di legge (la Corte Costituzionale si ritiene competente a giudicare sulla legittimità costituzionale dei soli atti aventi forza di legge).
Il referendum regionale, previsto dall'art. 123 Cost. e disciplinato dai singoli Statuti, può invece determinare l'abrogazione di atti diversi dalle fonti primarie: leggi e provvedimenti amministrativi della regione.

### Irretroattività ed effetti temporali dell'abrogazione
Di regola, l'abrogazione di una norma opera dal momento in cui entra in vigore la nuova legge (ex nunc).
La norma abrogata cessa di avere efficacia per il futuro, ma di norma continua a disciplinare i fatti verificatisi prima dell'abrogazione (salvo che la nuova legge sia retroattiva, per espressa previsione del legislatore, art. 11 disp. prel. cod. civ. la legge non dispone che per l'avvenire, essa non ha valore retroattivo. disposizione posta da una fonte primaria e perciò derogabile dal legislatore). La deroga al principio di irretroattività, tuttavia, non può essere arbitrariamente disposta dal legislatore, i particolari effetti su rapporti giuridici precedentemente costituiti possono portare la Corte Costituzionale a stabilire l'annullamento di un'abrogazione retroattiva per violazione del principio di ragionevolezza.
In caso di dichiarazione di illegittimità costituzionale della norma (annullamento, non abrogazione), al contrario, la cessazione di efficacia opera ex tunc, e travolge quindi tutti gli effetti giuridici sorti nel vigore della legge dichiarata incostituzionale, (con la sola esclusione di quelli stabilizzati in via definitiva: i casi decisi con sentenza passata in giudicato e i diritti quesiti).
In alcuni casi, anche se non espressamente previsto dal legislatore, l'abrogazione ha effetti retroattivi:
1. in conformità con il principio del favor rei, che porta a ritenere retroattiva l'abrogazione di una norma penale: nessuno può essere punito per un fatto che, secondo una legge posteriore, non costituisce reato (art. 2 cod. pen.).
2. la legge di interpretazione autentica: vale a dire la legge con cui lo stesso organo emanante la fonte fatto (il legislatore) sceglie, fra le possibili interpretazioni di una disposizione precedentemente posta, quella autentica, chiarendo in questo modo quale fosse la voluntas legis. La legge di interpretazione autentica dunque non può innovare l'ordinamento giuridico, ma solo chiarire quale interpretazione deve essere privilegiata partendo da testi già in vigore.

### Desuetudine e abrogazione
La consuetudine di inosservanza di una certa norma (desuetudine) non produce, nell'ordinamento italiano, alcun effetto abrogativo, né sulle leggi, né sui regolamenti. L'art. 1 delle disp. prel. cod. civ. pone una gerarchia fra le fonti e colloca leggi e regolamenti (fonti-atto) in posizione privilegiata rispetto agli usi (consuetudini, fonti-fatto). Il criterio gerarchico prevale qui su quello cronologico e la norma inferiore non può abrogare quella superiore.